# Sutro Baths
Les Sutro Baths (en français Bains Sutro) était un large complexe de piscine à San Francisco en Californie.

## Histoire
Ouvert au public en 1896, ils étaient à l'époque le plus grand établissement de bains couverts au monde. Ils avaient été construits sur une zone alors peu fréquentée, en périphérie de la ville face à l'océan Pacifique, par un entrepreneur fortuné et ancien maire de San Francisco, Adolph Sutro. Le bâtiment brûla en 1966 et fut laissé à l'abandon. Les ruines se visitent encore. Le site fait désormais partie du Golden Gate National Recreation Area géré par le National Park Service.  

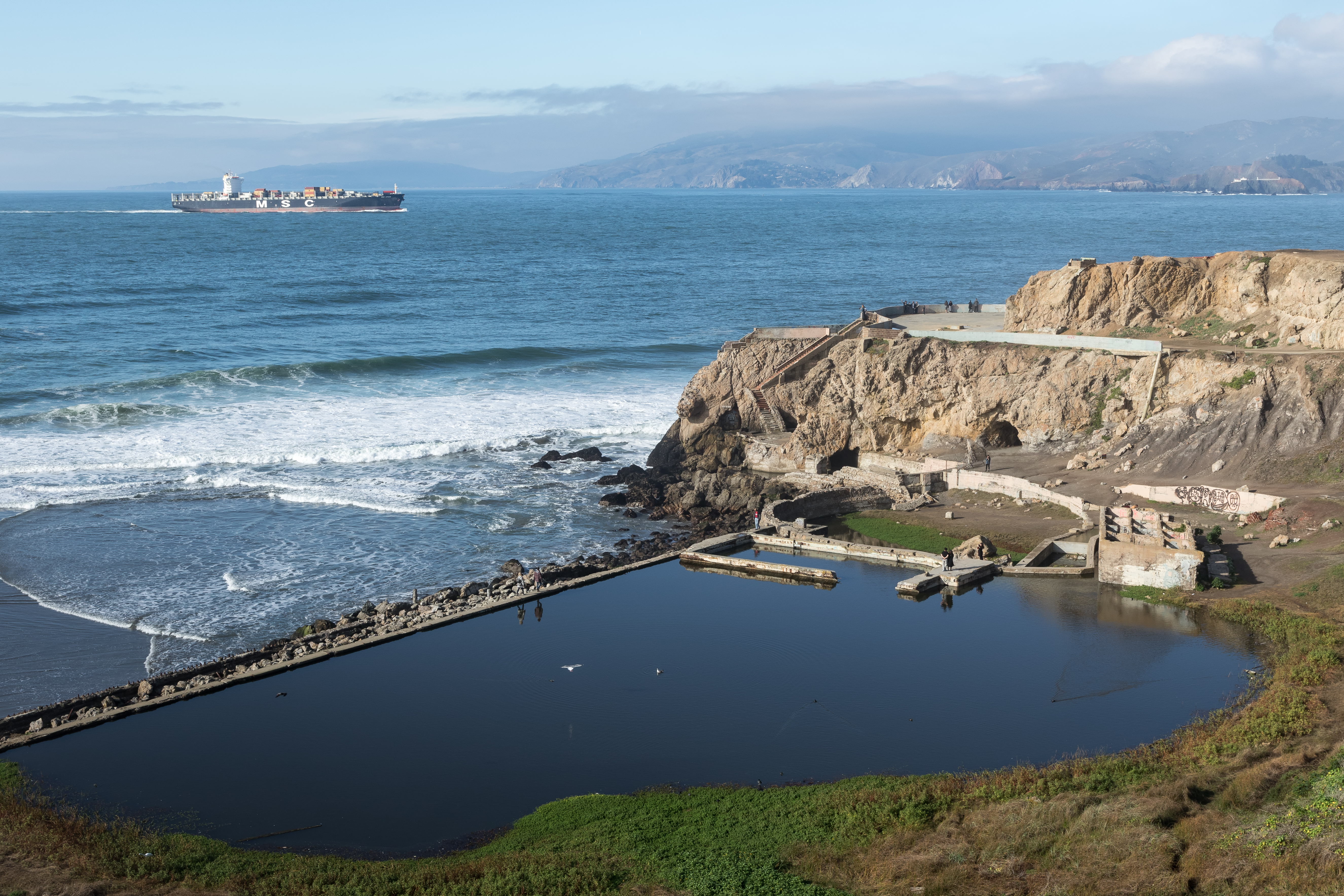
Vue sur les ruines de Sutro Baths
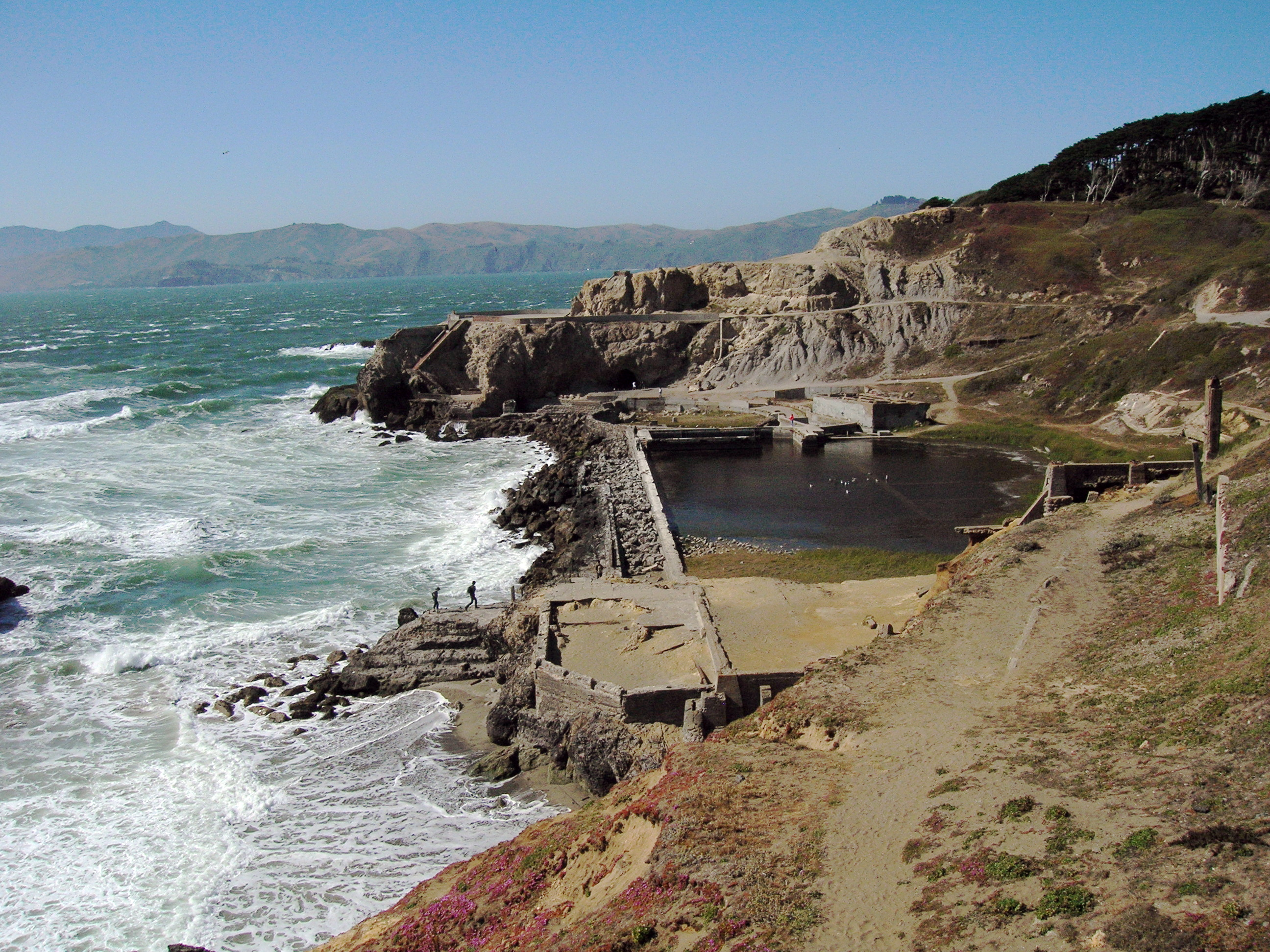
Une vue plus proche révèle les structures des bassins
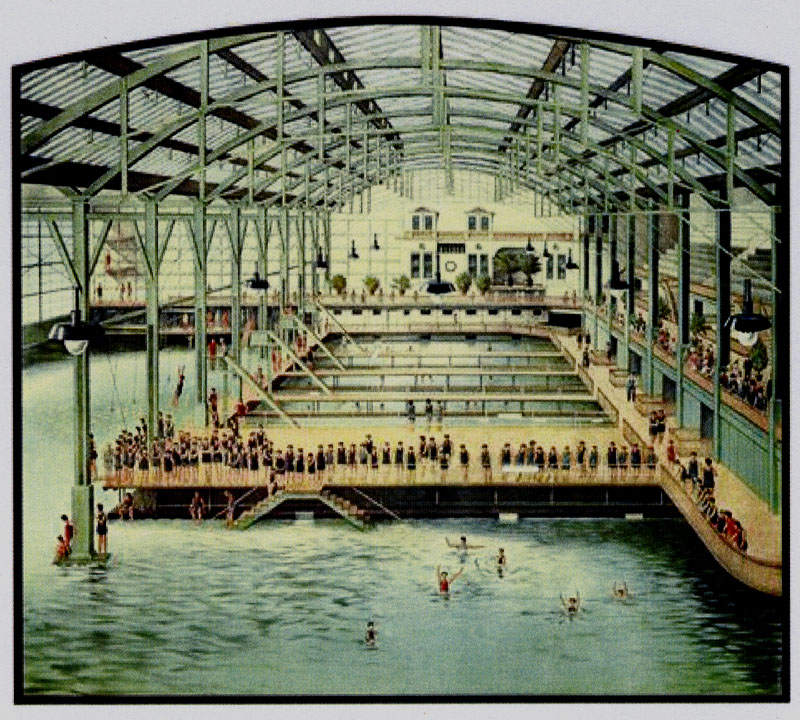
Les Sutro Baths vers 1896